# Quartiers d'Oran

Quartiers et arrondissements d'Oran (ancienne carte)

Les Quartiers d'Oran constituent un découpage du territoire de la commune d'Oran. Ils sont au nombre de 83 et sont répartis sur 18 délégations communales, chaque délégation ayant sa propre antenne communale, administrée par un délégué communal élu, et qui gère les affaires administratives, techniques, politiques et sociales. Le quartier historique par excellence est Sidi El Houari qu'on appelle aussi « les bas quartiers ». Il est en effet considéré comme « le vieux Oran » et recèle à ce jour l'empreinte des diverses civilisations qu'a connues la ville (arabes, espagnoles, ottomanes et françaises).
Avant l'indépendance de l'Algérie, Oran comptait 9 arrondissements qui sont devenus des secteurs urbains après l'indépendance de l'Algérie. En 1994, trois autres secteurs urbains ont été ajoutés portant le nombre à 12. Dans les années 2000, Oran a pris le statut de métropole avec l'extension de la ville vers l'est, vers le sud puis vers l'ouest et l'annexion des communes de Bir El Djir, d'Es Senia et de Misserghin à la métropole d'Oran. Géographiquement, Oran est divisée en Oran-Ouest, Oran-Centre, Oran-Est et Oran-Sud. En 2015, avec l'extension de la ville d'Oran, le gouvernement algérien a décidé d'établir un nouveau découpage administratif au niveau des secteurs urbains qui sont devenus des délégations communales, ainsi six autres délégations ont été proposées à la commune d'Oran. En 2017, l'Assemblée populaire communale d'Oran a approuvé la création de ces nouvelles six délégations totalisant un nombre de 18 délégations. En 2019, le dossier de création de ces dernières est approuvé officiellement par le gouvernement algérien.

## Délégations communales et quartiers de la commune d'Oran
| Délégations communales | Délégations communales | Délégations communales | Délégations communales | Population 2019 (source APC d'Oran) | Quartiers | Quartiers                                                                                                |
| Class.                 | Nom                    | Nom arabe              | Ancien nom             | Population 2019 (source APC d'Oran) | Noms | Anciens noms                                                                                             |
| ---------------------- | ---------------------- | ---------------------- | ---------------------- | ----------------------------------- | --- | --- |
| 1re d. c.              | El Menzeh              | المنزه                 | Canastel               | environ 55 700                      | - 01 : Boufala Lakhdar - 02 : 20 août 1955 - 03 : El Abassi Azzouz - 04 : Safir Kaddour - 05 : Bendaoud Laaredj - 06 : Hamdaoui Djelloul                                                               | - 01 : - 02 : - 03 : - 04 : - 05 : - 06 : Pépinière                                                      |
| 2e d. c.               | Colonel Lotfi          | العقيد لطفي            |                        | environ...                          | - 01 : Aghir Mohamed - 02 : Ramdane Djamel - 03 : Dahmane Boutkhil - 04 : Boukerche Lahouari - 05 : Colonel Lotfi - 06 : Belabyoud Adda - 07 : Nouri Mohamed                                           | - 01 : - 02 : - 03 : - 04 : - 05 : - 06 : - 07 :                                                         |
| 3e d. c.               | Es Seddikia            | الصديقية               | Gambetta               | environ 55 000                      | - 01 : Es Seddikia - 02 : Ibn Rochd - 03 : Bon Accueil - 04 : Frères Missoum - 05 : Point du Jour | - 01 : Gambetta - 02 : HLM Gambetta - 03 : Bon Accueil - 04 : HLM Gambetta - 05 :                        |
| 4e d. c.               | Hamou Boutlelis        | حمو بوتليليس           | Es Seddikia            | environ...                          | - 01 : El Mactaa - 02 : El Kettar | - 01 : Carteaux - 02 : Bon Accueil                                                                       |
| 5e d. c.               | Fellaoucen             | فلاوسن                 | Barki                  | environ...                          | - 01 : Fellaoucen - 02 : Djamel Eddine | - 01 : Sanchidrian - 02 :                                                                                |
| 6e d. c.               | El Makkari             | المقري                 | Saint-Eugène           | environ 78 000                      | - 01 : El Makkari - 02 : Tafna - 03 : Martyrs - 04 : Les Oliviers - 05 : Dar El Beida | - 01 : Saint-Eugène - 02 : Hippodrome - 03 : Les Castors - 04 : Les Oliviers - 05 :                      |
| 7e d. c.               | El Emir                | الأمير                 | Centre Ville           | environ 167 000                     | - 01 : El Emir - 02 : Yaghmoracen - 03 : El Moudjahiddine - 04 : El Omaria - 05 : Bensnouci Mokhtar | - 01 : Hôtel de Ville - 02 : Saint-Pierre - 03 : Miramar - 04 : Montplaisant - 05 : Bel Air              |
| 8e d. c.               | Ennasr                 | النصر                  | Derb                   | environ...                          | - 01 : Ennasr - 02 : Sidi Okba - 03 : El Karama | - 01 : Derb - 02 : Saint-Antoine - 03 : Karguentah                                                       |
| 9e d. c.               | El Khalidia            | الخالدية               | Delmonte               | environ...                          | - 01 : El Khalidia - 02 : El Manouar | - 01 : Delmonte, Cavaignac - 02 : Saint-Charles                                                          |
| 10e d. c.              | Ibn Sina               | ابن سينا               | Victor Hugo            | environ 55 000                      | - 01 : Ibn Sina - 02 : Daya | - 01 : Victor Hugo, Bastie - 02 : Petit Lac                                                              |
| 11e d. c.              | El Hamri               | الحمري                 | Lamur                  | environ 94 000                      | - 01 : El Hamri - 02 : El Ghoualem - 03 : Emir Abdelkader - 04 : Essalem - 05 : Ennousair | - 01 : Lamur - 02 : Medioni - 03 : Cité Policière - 04 : Saint-Hubert - 05 : Les Abattoirs               |
| 12e d. c.              | Sidi El Bachir         | سيدي البشير            | Plateau                | environ 100 000                     | - 01 : Sidi El Bachir - 02 : Mdina Jdida - 03 : Les Jeunes (El Chabab) | - 01 : Plateau - 02 : Ville Nouvelle - 03 : Cimetière Israëlite                                          |
| 13e d. c.              | El Mokrani             | المقراني               | Sananès                | environ 90 000                      | - 01 : Abdelmoumen - 02 : Oussama - 03 : Othmania - 04 : Sidi El Hasni | - 01 : Choupot - 02 : Boulanger - 03 : Cuvelier - 04 : Sananès                                           |
| 14e d. c.              | El Othmania            | العثمانية              | Maraval                | environ 165 000                     | - 01 : El Othmania - 02 : En-Nakhil - 03 : Yaghmoracen 1 et 2 - 04 : Glycines - 05 : Khemisti | - 01 : Maraval - 02 : Les Palmiers - 03 : Yaghmoracen - 04 : Douanière - 05 : Fermes Perrier et St-Marie |
| 15e d. c.              | El Badr                | البدر                  | Cité Petit             | environ 30 000                      | - 01 : El Badr - 02 : Mimoza | - 01 : Cité Petit - 02 : Mimosa                                                                          |
| 16e d. c.              | Mahieddine             | محي الدين              | Eckmühl                | environ...                          | - 01 : Mahieddine - 02 : Ennour - 03 : Kouchet El Djir - 04 : Arènes - 05 : Abdelkhalek Mohamed Amine Seghir - 06 : El Moustakbel - 07 : Essaada                                                       | - 01 : Eckmühl - 02 : - 03 : - 04 : Arènes - 05 : - 06 : - 07 : Brunie, Protin                           |
| 17e d. c.              | Sidi El Houari         | سيدي الهواري           | Sidi El Houari         | environ 51 000                      | - 01 : Sidi El Houari - 02 : Sanaouber - 03 : Ras El Ain - 04 : Si Tewfik - 05 : Chabat 1 et 2 - 06 : Sanaouber El Djadid - 07 : Mouni Mankour - 08 : Casbah El Atika                                  | - 01 : Sidi El Houari - 02 : Les Planteurs - 03 : Raz El Ain - 04 : - 05 : - 06 : - 07 : - 08 :          |
| 18e d. c.              | Bouamama               | بوعمامة                | El Hassi               | environ 78 000                      | - 01 : Hamidi Abdellah - 02 : El Feth - 03 : Bentazi - 04 : Ben Badaoui Yamina - 05 : Ben Dabache M’hamed - 06 : Zitouni Mustapha - 07 : Benarba Mahieddine - 08 : Medah Ahmed - 09 : Azouz Abdelkader | - 01 : - 02 : Les Amandiers - 03 : - 04 : - 05 : - 06 : - 07 : Rocher - 08 : - 09 :                      |

## Quartiers historiques

### Sidi El Houari

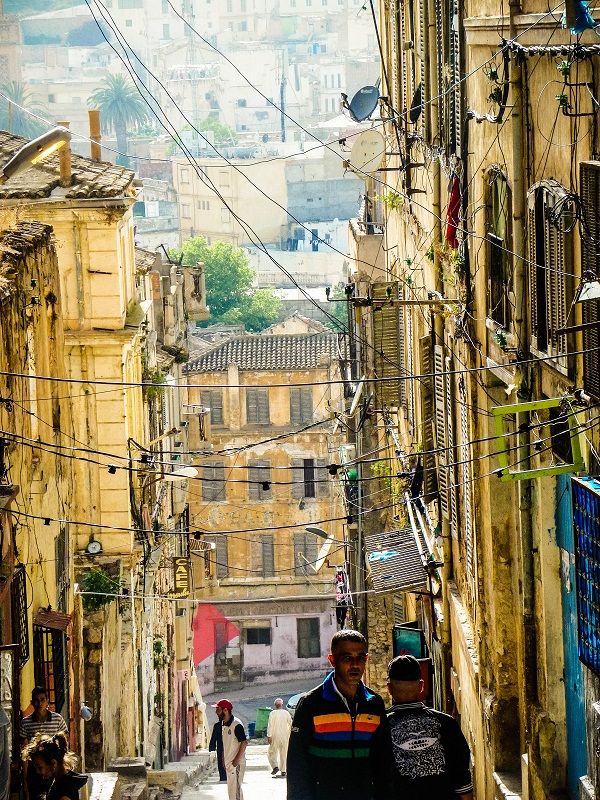
Quartier de Sidi el Houari

Sidi el Houari (du nom de l'iman oranais) est le premier arrondissement d'Oran. L'arrondissement est construit au nord-ouest d'Oran, sur les flancs de l'Aïdour et sur l'oued Rhi. Il donne sur la mer. 
C'est le quartier le plus ancien de la ville et il est considéré comme un symbole du passage de plusieurs civilisations : arabe, turque, espagnole et française. Il se situe à l’Ouest de la ville d’Oran entre le versant est du Murdjajo et le vieux port. L'arrondissement  comporte plusieurs sites et monuments classés comme la Casbah d'Oran, Le Mausolée de Sidi El Houari, la Mosquée du Bey Mohamed Othman El-Kébir, Palais du Bey, l'Eglise Saint Louis et pleins d'autres sites.
C'est dans cet arrondissement que se situait le quartier historique et patrimonial La Calère (La Calère Basse et La Calère Haute) aujourd'hui détruit, dont l'appellation française était "la Marine". 
- Casbah. La Casbah est au centre du quartier historique Sidi El Houari qui compte les deux mosquées historiques de la ville. Le quartier en mauvais état de conservation doit faire l'objet d'un plan de réhabilitation.
- Saint-Louis. Le quartier Saint-Louis est construit autour de l'église de même nom. Il domine la mer d'un côté et l'oued Rhi de l'autre. L'église Saint-Louis a été édifiée en 1679 par les Espagnols. Elle a été en grande partie détruite par les combats et par le tremblement de terre et fut reconstruite en 1839. La porte d'Espagne se trouve à proximité.
- Vieux port. Le quartier du vieux port est situé en contrebas de l'Aïdour et comme son nom l'indique, il donne sur la mer. Il compte entre autres l'ancienne préfecture coloniale d'Oran.

### El Hamri
El Hamri, littéralement « bitumeuse », est le cinquième arrondissement d'Oran. Il comprend les quartiers de :
- Médioni. Médioni en français ou Médiouni en Oranais (en arabe مديوني ), est un quartier populaire au centre d'Oran. L'appellation algérienne officielle est Haï El Ghoualem. On y trouve le Club de football SCM Oran en arabe مديوني وهران. Le quartier est connu pour son grand  marché.

- Lamur. Quartier populaire au centre de la ville d'Oran en Algérie. Connu essentiellement sous cette appellation française qui vient de la ferme de Monsieur Lamur. L'appellation oranaise (El Hamri) en référence à la boue qu’il y avait[8]. Le quartier est situé entre les quartiers : Lyautey, Médioni, et Saint-Hubert. On y trouve le Club de football MC Oran.

- Lyautey
- Boulanger
- Saint Hubert

### Mdina Jdida
Mdina Jdida qui veut dire en arabe Ville nouvelle est un quartier historique et commercial de la ville d'Oran en Algérie. Créée en 1845, elle est contiguë au centre-ville. C'est un important « quartier-marché ». Elle constitue également l'une des caractéristiques identitaires de la ville d’Oran.
Médina Jdida demeure également un espace à forte centralité pour la population périurbaine oranaise, au même titre que le centre-ville. Sa fonction économique est importante et son rôle commercial est déjà ancien. Le quartier possède toutes les caractéristiques identitaires de la ville d’Oran, des lieux et des personnages, des noms et des portraits. Il abrite les mausolées de Sidi Kada Ben Mokhtar, de Sidi Bilal et bien d'autres lieux.